# Беркутов, Александр Максимович
Александр Максимович Беркутов (11 ноября 1911— 26 января 1962) — подполковник Советской Армии, участник боёв на Халхин-Голе, Советско-финской и Великой Отечественной войн. Герой Советского Союза (1944).

## Биография
Александр Беркутов родился 11 ноября 1911 года в селе Новое Мордово (ныне — Рыбно-Слободский район Татарстана) в рабочей семье. В 1921 году вместе с семьёй переехал в Ярославскую область, проживал в Карабихе, окончил там восемь классов школы, после чего работал чернорабочим, секретарём сельсовета, аппаратчиком на Ярославском винокуренном заводе. В 1931 году добровольно пошёл на службу в Рабоче-крестьянскую Красную Армию. Окончил школу младших командиров при 18-м артполку в Ярославле, служил командиром орудия 52-го стрелкового полка. В 1932 году вступил в ВКП(б). В 1933 году по спецнабору Беркутов был направлен в Ворошиловградскую военно-авиационную школу пилотов. После её окончания в 1935 году проходил службу в истребительной авиации Белорусского военного округа.
В 1939 году Беркутов принимал участие в боях на реке Халхин-Гол, был награждён орденом Красного Знамени. Участвовал в советско-финской войне, перехватывал вражеские самолёты, производил штурмовку эшелонов, аэродромов, огневых позиций и дотов. В мае 1940 года стал командиром эскадрильи и одновременно был выдвинут на должность штурмана авиаполка.
С августа 1942 года — на фронтах Великой Отечественной войны. Первоначально участвовал в боях на Северо-Кавказском фронте. Отличился уже в первых боевых вылетах, за один день на биплане «И-153» сбив два истребителя «Me-109». Производил штурмовку немецких переправ через Терек, только за 29 сентября уничтожил 2 танка и подбив ещё 14. За декаду боёв под Моздоком Беркутов лично сбил 5 самолётов противника. За отличие в этих боях Беркутов был вторично награждён орденом Красного Знамени. В начале октября 1942 года самолёт Беркутова был подбит в воздушном бою. Получив ранение, лётчик сумел посадить самолёт на советской территории, после чего долгое время находился в госпитале, вернувшись в строй лишь в 1943 году. Принимал участие в окончательном разгроме немецких войск на Северном Кавказе и Кубани, освобождении Крыма. Освоил истребитель «ЛаГГ-3», продолжив летать на нём. К марту 1944 года гвардии майор Александр Беркутов был штурманом 101-го гвардейского истребительного авиаполка 329-й истребительной авиадивизии 4-й воздушной армии 4-го Украинского фронта.
Указом Президиума Верховного Совета СССР от 2 августа 1944 года за «образцовое выполнение боевых заданий командования на фронте борьбы с немецко-фашистскими захватчиками и проявленные при этом отвагу и геройство» гвардии майор Александр Беркутов был удостоен высокого звания Героя Советского Союза с вручением ордена Ленина и медали «Золотая Звезда» за номером 4050.
После освобождения Крыма Беркутов стал подполковником и командиром 57-го гвардейского истребительного авиаполка. Участвовал в освобождении Польши и разгроме немецких войск в Германии. К концу войны летал на истребителе «Аэрокобра». К маю 1945 года он совершил 345 боевых вылетов, в ходе которых провёл 75 воздушных боёв, сбив 16 самолётов лично. В 1946 году был уволен в запас. Проживал в Сочи, работал завпроизводством промкомбината, начальником автошколы, четыре раза избирался депутатом сочинского горсовета. Умер 26 января 1962 года.

## Награды
- Медаль «Золотая Звезда» Героя Советского Союза (02.08.1944)[4]
- Орден Ленина (02.08.1944)[4]
- Орден Красного Знамени (17.11.1939)[4]
- Орден Красного Знамени (19.10.1942)[4]
- Орден Красного Знамени (22.02.1944)[4]
- Орден Александра Невского (31.05.1945)[4]
- Орден Отечественной войны 1-й степени (21.05.1944)[4]
- Орден Отечественной войны 2-й степени (15.08.1943)[4]
- Орден Красной Звезды (05.11.1946)[4]
- Медаль За боевые заслуги (03.11.1944)[4]
- Медаль За оборону Кавказа (20.04.1945)[5]